# Campeonato Francés de Fútbol (USFSA) 1894
El Campeonato Francés de Fútbol 1894 fue la primera edición de dicho campeonato, organizado por la USFSA (Union des Sociétés Françaises de Sports Athlétiques). El primer campeón del amateurismo fue Standard AC, venciendo en la repetición de la final al White-Rovers.

## Torneo

### Primera ronda
- White-Rovers 13-0 Cercle Athlétique de Neuilly
- Standard AC - International Athletic Club (forfeit del International)

### Semifinales
- Standard AC 5-0 CP Asnières
- White-Rovers 1-0 Club français

### Final
- Standard AC 2-2 White-Rovers (se recurrió a un partido desempate)
- Standard AC 2-0 White-Rovers